# Polymorphanisus quadripunctatus
Polymorphanisus quadripunctatus is een schietmot uit de familie Hydropsychidae. De soort komt voor in het Oriëntaals gebied.